# Le Gentleman de Londres
Pour plus de détails, voir Fiche technique et Distribution.
Le Gentleman de Londres (Kaleidoscope) est un film britannique réalisé par Jack Smight, sorti en 1966.

## Fiche technique
- Titre : Le Gentleman de Londres
- Titre original : Kaleidoscope
- Réalisation : Jack Smight
- Scénario : Robert Carrington et Jane-Howard Carrington
- Photographie : Christopher Challis
- Musique : Stanley Myers
- Montage : John Jympson
- Pays d'origine :  Royaume-Uni
- Format : Couleurs - Mono
- Genre : Comédie
- Durée : 103 minutes
- Date de sortie : 1966
- Affiche : Raymond Elseviers (titre : Banco pour un escroc, Belgique)

## Distribution
- Warren Beatty (VF : Michel Le Royer) : Barney (Bernard en VF) Lincoln
- Susannah York (VF : Jeanine Freson) : Angel McGinnis
- Clive Revill (VF : Albert Augier) : l'inspecteur « Manny » (Emmanuel dit « Manuel » en VF) McGinnis
- Eric Porter (VF : André Valmy) : Harry Dominion
- Murray Melvin : Aimes
- George Sewell (VF : Henry Djanik) : Billy
- George Murcell (VF : Claude Bertrand) : Johnny
- Anthony Dawson (VF : Roger Tréville) : Tony, le directeur anglais du casino
- Stanley Meadows (VF : Raymond Loyer) : le chasseur du club The Dominion
- Yootha Joyce (VF : Jacqueline Rivière) : l'employée du musée
- Jane Birkin : Chose exquise
- Larry Taylor : Eddie, le chauffeur de Harry Dominion
- Stephen Lewis (VF : Alain Nobis) : le chauffeur du camion
- Anthony Newlands (VF : Jean-François Laley) : Leeds (Edouard en VF), le joueur de poker
- Peter Blythe (VF : Philippe Mareuil) : le joueur de poker aux cheveux roux
- Michael Balfour : un joueur de poker
- John Bennett : un joueur de poker
- Sean Lynch : un joueur de poker